# Плодоразрушающие операции
Плодоразрушающие операции — акушерские операции разрушения целостности плода с последующим его извлечением через родовые пути. Показаны при угрозе жизни матери и в современной практике производятся в основном при мёртвом плоде, чтобы сделать возможным его удаление с целью спасения жизни роженицы при невозможности в конкретном случае другим методом родовспоможения.
Подразделяются на следующие виды:
- краниотомия — разрушение и удаление мозга через созданное отверстие в черепе плода с целью уменьшения размеров головки путём эксцеребрации, краниоклазии;
- спондилотомия, клейдотомия — увеличение взаимоподвижности частей плода для уменьшения его размеров путём рассечения позвоночника или ключиц;
- эмбриотомия — извлечение плода по частям путём декапитации или экзентерации (эвентерация, эвисцерация).

## История применения и заблуждения
Эмбриотомия может считаться самой древней инструментальной акушерской операцией. Благодаря громадному авторитету Гиппократа, в древней медицине укоренилось надолго его ошибочное учение о том, что плод может рождаться исключительно головкой вперед, а при всяком другом положении должен быть извлечен по частям инструментами. Это заблуждение стоило жизни многим младенцам, пока оно не было опровергнуто Корнелием Цельсом, жившим в I веке н. э. Он учил повороту на ножки и тому, что роды возможны также ножками вперёд. Скоро, однако, поворот был забыт, и в средние века в акушерстве снова воцарилось господство плодораздробляющих операций. Так продолжалось до восстановления поворота в эпоху Возрождения Амбруазом Паре (XVI в.), но эмбриотомия сохранялась и позже.
Например, эмбриотомия живого плода имела место вплоть до конца XIX века, хотя и в ограниченном применении. Недостаточная подготовка повивальных бабок во многих случаях, отдаленность, а то и полная недоступность врачебной помощи, позднее обращение роженицы к врачу приводили к тому, что надлежащий момент для поворота бывал упущен и единственной спасительной для матери операцией являлась эмбриотомия. Главным показанием к производству этой операции служило запущенное поперечное положение; изредка она применялась при патологическом увеличении туловища плода и при сросшихся двойнях. Фридрихом Шаутой приводилась статистика того времени о смертности после эмбриотомии, а именно, на 99 случаев 19 смертей (19,2 %), происходивших из-за запущенных родов и других осложнений (сепсис).
С XX века достигнутые успехи в акушерстве, относящиеся в повышении безопасности кесарева сечения и своевременной профилактике тяжёлых форм акушерской патологии, привели к существенному сужению области применения эмбриотомии.

## Описание проблемы
По истечении вод при поперечном положении, если долго не восстанавливается продольное положение, предлежащее плечико вколачивается в таз, ручка обыкновенно выпадает, тело матки оттягивается вверх, нижний маточный отрезок сильно растягивается и истончается, а потому попытка повернуть плод при этом состоянии грозит разрывом матки. Самопроизвольные роды в этом положении возможны только при недоношенном или разлагающемся (мацерированном) плоде и энергичной родовой деятельности; плод рождается тогда со сложенным вдвое туловищем или посредством так называемого самоизворота, при котором мимо вколоченного плечика прорезывается грудная клетка, затем живот, ягодицы, ножки и под конец головка. При доношенном же плоде и запущенном (вколоченном) поперечном положении мать умирает, не разрешившись, — от скоротечного гнилостного заражения, либо от разрыва матки, если не подоспеет вовремя помощь.
Плодоразрушающие операции не должны наносить никакого ущерба матери.

### Показания для проведения
Общие показания для проведения плодоразрушающих операции: несоответствие размеров плода и таза роженицы (крупный плод, гидроцефалия, патологическое вставление головки, сужение таза, поперечное положение плода), экстренные роды при мёртвом плоде (с угрозой разрыва матки, эклампсия, преждевременная отслойка плаценты с кровотечением). Выполнение возможно при наличии мёртвого плода, истинной акушерской конъюгаты более 7 см, раскрытие маточного зева более 6 см, отсутствие плодного пузыря, возможности для наркоза (обезболивание и психоэмоциональная защита роженицы).

## Виды плодоразрушающих операций

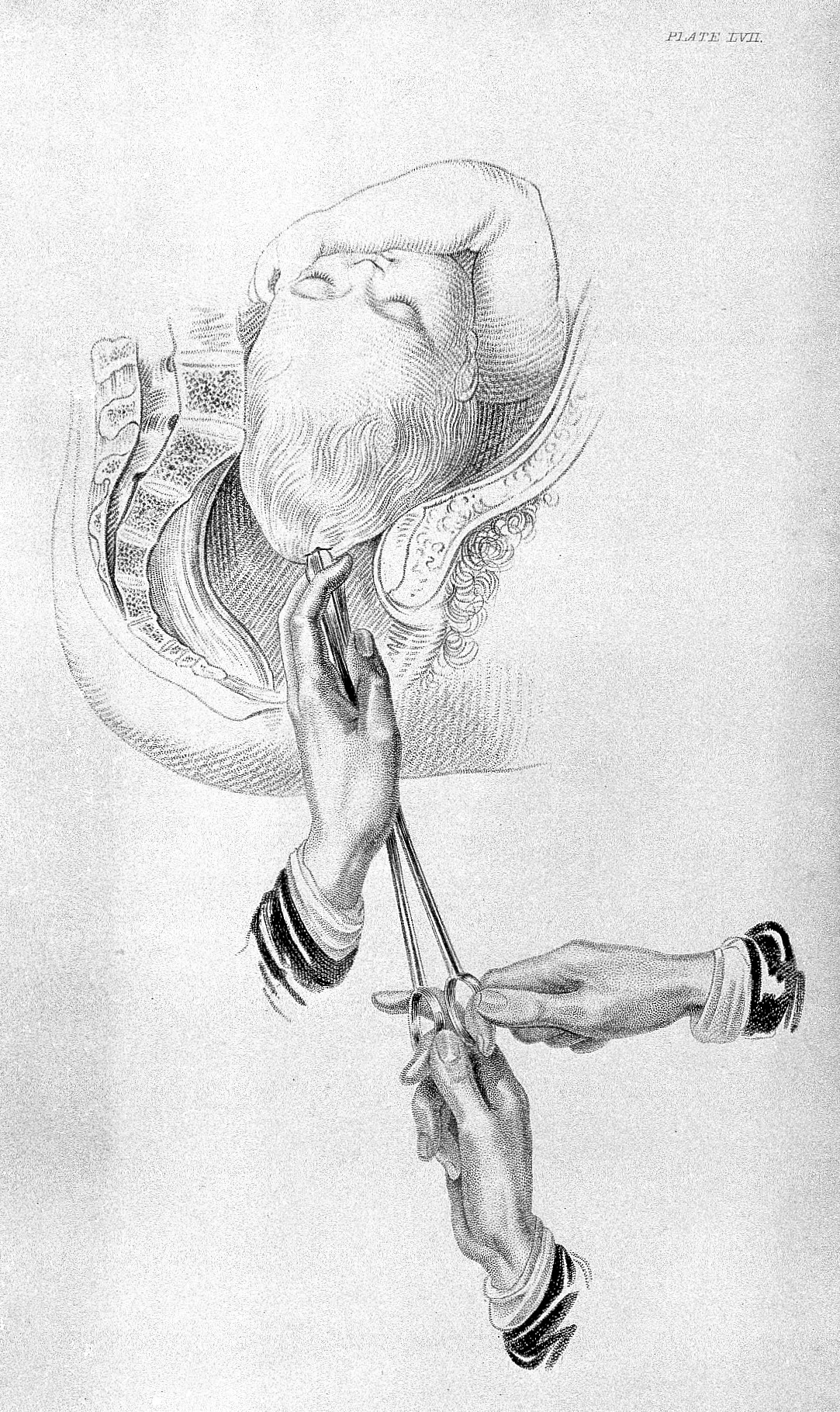
Перфорация головки

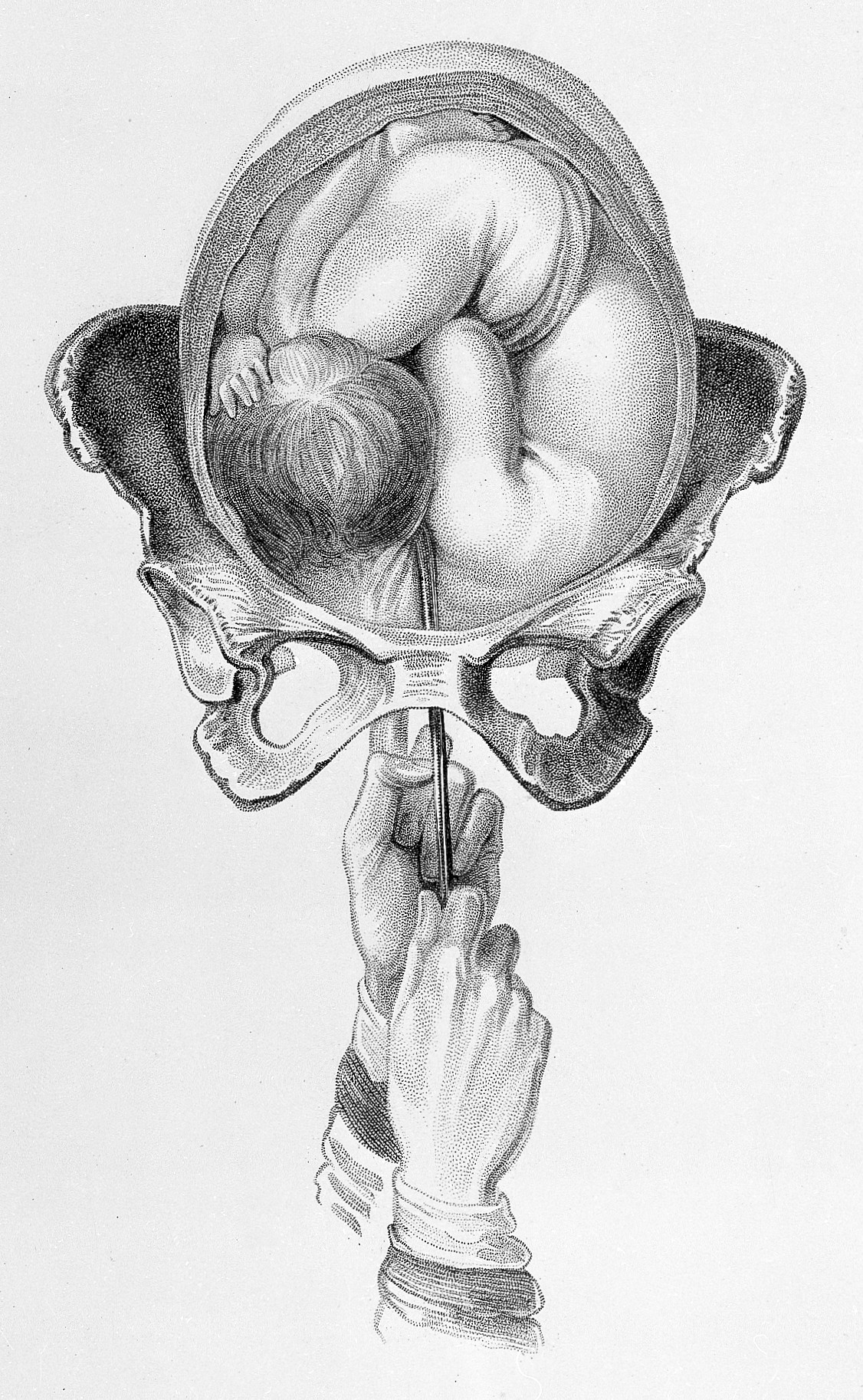
Декапитация

Раздробление плода предпринимается в той области, которая наиболее доступна руке операциониста с учётом показаний для каждого вида операций.
Краниотомия — проводится при головном предлежании с целью уменьшения размеров головки для последующего его извлечения через родовые пути. Разделяется на несколько этапов:
- перфорация головки плода — создание отверстия в черепе плода при помощи ножницеообразных или трепановидных перфораторов, место проведения зависит от предлежащей части головки (затылочное, переднеголовное, лобное, переднее);
- эксцеребрация — разрушение и удаление головного мозга плода через произведённое отверстие при помощи глубокой ложечки, кюретки или вакуум-перфоратора-эксцеребратора;
- краниоклазия — извлечение головки при помощи краниокласта Брауна и последующее извлечение всего плода как при родах.

Клейдотомия — рассечение передней ключицы (редко обеих ключиц) плода после извлечения головки с целью уменьшения размеров плечевого пояса при помощи тупоконечных ножниц. Может сочетаться с другими плодоразрушающими операциями или проводиться во время родов при живом плоде (при этом исключая повреждения подключичной артерии и других органов). В последнем случае, в дальнейшем происходит сращение повреждённой ключицы без последствий для ребёнка.
Спондилотомия — рассечение позвоночника плода при помощи декапитационного крючка Брауна, длинных тупоконечных ножниц или рахиотома Кюстнера и двузубых щипцов. Может ограничиться вывихом или переломом позвоночника пополам при помощи крючка и извлечением сложенного тела, либо с последующим рассечением мягких тканей ножницами с извлечением половинок тела. Проводится при поперечном предлежании плода, чаще сочетается с другими видами плодоразрушающих операций (эвисцерация, клейдотомия).
Эмбриотомия (эмбриульция) — включает операции, при которых происходит расчленение плода, также при этом как вспомогательные могут применяться краниотомия, клейдотомия, спондилотомия. К эмбриотомии относятся:
- декапитация — производится внутриутробное через родовые пути отделение головки плода от тела при запущенном поперечном положении и доступности шеи плода. При помощи декапитационного крючка Брауна осуществляется перелом шейного отдела позвоночника с последующим рассечением длинными тупоконечными ножницами (Феноменова, Зибольда) мягких тканей шеи. Туловище извлекается за ручки, затем пальцами извлекается головка, при необходимости может быть применена краниотомия для извлечения головки.
- экзентерация (эвентерация, эвисцерация) — производится внутриутробное через родовые пути удаление содержимого брюшной и(или) грудной полостей плода с последующим извлечением остатков плода после уменьшения его размеров. Проводится при запущенном поперечном предлежании и недоступности шеи, либо при несоответствии размеров плода размерам родовых путей (в том числе при асците, гидротораксе, спленогепатомегалии и других патологиях плода). Осуществляется перфорацией предлежащей части плода (грудную клетку перфоратором Бло либо рассечением рёбер, брюшную — длинными ножницами) с последующим разрушением органов и их извлечением пальцами, а также с применением хирургических инструментов. При необходимости применяют дополнительно для извлечения остатков плода и другие плодоразрушающие операции: спондилотомию, клейдотомию, краниотомию.

Число медицинских инструментов, предложенных для плодоразрушающих операций, весьма велико.

## Послеоперационный период
После проведения операции, в зависимости от вида и сложности ожидается рождение последа или производится его ручное отделение. Одновременно проводится обследование на исключение осложнений и повреждений органов женщины: ручное обследование полости матки, осмотр гинекологическими зеркалами влагалища и шейки матки, катетеризация мочевого пузыря. В дальнейшем при отсутствии осложнений, симптоматическое лечение как в послеродовом и послеоперационном периодах.